# Tyko Sallinen
Tyko Konstantin Sallinen, född 14 mars 1879 i Nurmes, död 18 september 1955 i Helsingfors, var en finländsk målare. 

## Biografi
Tyko Sallinen var son till skräddaren Antti Sallinen och Johanna Sallinen. Han växte upp i Haparanda.
Sallinen var den nationella expressionismens ledande namn och en centralgestalt i den 1916 bildade Novembergruppen. Med brutal kraft och stark känsloinlevelse målade Sallinen motiv ur finskt folkliv, ödsliga landskap och karaktärsfulla porträtt. 
21 augusti 1937 beslagtog propagandaministeriet i Nazityskland det som fanns av honom på tyska museer, därför att det definierades som entartete Kunst och det fick inte längre förekomma offentligt i landet. Det var en målning på Hamburger Kunsthalle som hette Prügelei. Efter värdering noterades den som zerstört [förstörd].
Sallinen finns annars representerad vid bland annat Göteborgs konstmuseum, Nationalmuseum, Malmö konstmuseum, Ateneum och Nasjonalmuseet.